# Іран на зимових Олімпійських іграх 1972
Іран на зимових Олімпійських іграх 1972 року, які проходили в японському місті Саппоро, був представлений 4 спортсменами (усі чоловіки) в одному виді спорту: гірськолижний спорт. Прапороносцем на церемонії відкриття Олімпійських ігор був гірськолижник Ованес Мегурдонян.
Іран вчетверте взяв участь у зимових Олімпійських іграх. Іранські спортсмени не здобули жодної медалі.

## Учасники
За видом спорту і статтю
| Вид спорту          | Чоловіки | Жінки | Разом |
| ------------------- | -------- | ----- | ----- |
| Гірськолижний спорт | 4        | 0     | 4     |
| Разом               | 4        | 0     | 4     |

## Гірськолижний спорт
| Спортсмен           | Дисципліна                   | Спуск 1           | Спуск 2           | Разом   | Місце |
| ------------------- | ---------------------------- | ----------------- | ----------------- | ------- | ----- |
| Фейзолла Бандалі    | слалом, чоловіки             | 1:18.14           | 1:14.61           | 2:32.75 | 32    |
| Фейзолла Бандалі    | гігантський слалом, чоловіки | 1:55.72           | 2:08.42           | 4:04.14 | 40    |
| Фейзолла Бандалі    | швидкісний спуск, чоловіки   | 2:18.19           | 2:18.19           | 2:18.19 | 54    |
| Горбан Алі Калгор   | слалом, чоловіки             | 1:18.34           | 1:19.19           | 2:37.53 | 33    |
| Горбан Алі Калгор   | гігантський слалом, чоловіки | дискваліфікований | —                 | —       | —     |
| Горбан Алі Калгор   | швидкісний спуск, чоловіки   | 2:20.98           | 2:20.98           | 2:20.98 | 55    |
| Лотфолла Кіашемшакі | слалом, чоловіки             |                   | не фінішував      | —       | —     |
| Лотфолла Кіашемшакі | гігантський слалом, чоловіки | 2:07.26           | 1:58.95           | 4:06.21 | 43    |
| Лотфолла Кіашемшакі | швидкісний спуск, чоловіки   | 2:16.14           | 2:16.14           | 2:16.14 | 53    |
| Алі Савех-Шемшакі   | слалом, чоловіки             |                   | дискваліфікований | —       | —     |
| Алі Савех-Шемшакі   | гігантський слалом, чоловіки | 2:08.05           | 1:58.83           | 4:06.88 | 44    |
| Алі Савех-Шемшакі   | швидкісний спуск, чоловіки   | 2:11.29           | 2:11.29           | 2:11.29 | 52    |